# Лумбьер (комарка)
Лумбьер (исп. Lumbier) — район (комарка) в провинции Наварра. Находится в составе исторической области Мериндад-де-Сангуэса.

## Описание
Район малонаселен, в 1998 году здесь не было даже двух тысяч жителей. Причем большинство проживает в муниципалитете Лумбьер. Населенные пункты небольшие и многочисленные, расположены по ровным участкам. Жители сочетают сельское хозяйство с промышленной деятельностью в сельскохозяйственном секторе (мясные компании, винодельни и т.д.).
Сельское хозяйство и лесопользование сформировали ландшафт с преобладанием средиземноморских культур на более низких местах, лесами и пастбищами на более высоких местах и к северу. 

## Муниципалитеты
1. Лумбьер
2. Романсадо
3. Уррауль-Альто
4. Уррауль-Бахо